# Mancha mongólica
A melanocitose dérmica congênita, também conhecida como mancha mongol, é uma marca de nascença de formato irregular, de cor azul-acinzentada. São áreas planas e geralmente afetam a parte inferior das costas; embora outras áreas possam estar envolvidas. Geralmente melhoram por volta dos seis anos de idade; embora alguns não se resolvam completamente.
Elas ocorrem devido à migração incompleta dos melanócitos durante o desenvolvimento inicial. O diagnóstico geralmente é baseado na aparência. Alguns os confundiram com hematomas. Geralmente não é necessário nenhum tratamento específico. Os casos foram tratados com terapia a laser. Eles não são sérios.
Nos Estados Unidos as manchas mongólicas são comuns, ocorrendo em cerca de 10% dos bebés brancos, 40% a 70% dos hispânicos, 80% dos asiáticos e 98% dos afro-americanos. Homens e mulheres são afetados com frequência semelhante. Foi descrito e nomeado em homenagem aos mongóis por Erwin Bälz em 1883, um antropólogo alemão radicado no Japão.